# جیمی اگلتون
جیمی اگلتون (انگلیسی: Jimmy Eggleton؛ ۲۹ اوت ۱۸۹۷ – ۱۳ ژانویهٔ ۱۹۶۳) بازیکن فوتبال بود.
از باشگاه‌هایی که در آن بازی کرده‌است می‌توان به باشگاه فوتبال واتفورد اشاره کرد.